# Asplundia tetragona
Asplundia tetragona là một loài thực vật có hoa trong họ Cyclanthaceae. Loài này được (Kunth) Harling miêu tả khoa học đầu tiên năm 1954.